# Джаре
Джа̀ре (на италиански: Giarre, на сицилиански Giarri, Джари) е град и община в Южна Италия, провинция Катания, автономен регион и остров Сицилия. Разположен е на 81 m надморска височина. Населението на общината е 28 082 души (към 2012 г.).
В общинската територия се намира част от вулкана Етна. Главният център на общината се намира в подножието на планината.